# Walter Ertvelt
Walter Ertvelt (Sleidinge, 3 januari 1950) is een Belgisch muziekproducent en tekstschrijver. Hij schreef teksten voor onder andere Rob De Nijs, Claire, Ann Christy, Miek & Roel en Bart Van den Bossche.

## Biografie
Ertvelt werkte sinds 1969 samen met diverse artiesten afkomstig uit voornamelijk België en Nederland. Hij schreef en produceerde meer dan 130 nummers, zoals de zomerhit Vreemde Vogels van de zangeres Claire uit 1973.
In 1978 stelde hij een theaterprogramma samen rondom het leven en de chansons van Jacques Brel. Samen met Han Peekel en Johan Anthierens maakte hij in 1980 het programma De regenwegen van Brel voor de BRT en KRO.
Tot in 2001 maakte Walter Ertvelt een column voor 'Het Einde van de Wereld' op Radio 1.
Uit 2010 dateert Walter zijn laatste werk als tekstschrijver en producer op het nummer Altijd alleen van Miek en Roel. 
In 2020 bracht Ertvelt zijn debuutalbum ROARING 2020 uit, na jarenlang achter de schermen voor andere artiesten te werken. De spoken word songs & slam poetry zijn een mengvorm van saudade en blues. Het album bevat vijf nummers die in drie verschillende talen worden gezongen. Daarnaast staan er nog drie slam-gedichten op het album. De muziek is gecomponeerd door Yves Meersschaert.
- International Standard Name Identifier: 0000 0003 9686 7110
- MusicBrainz: cebdcc7b-f979-48bd-99b3-6ae4a299423e
- Nederlandse Thesaurus van Auteursnamen: 083729461
- Virtual International Authority File: 291947399
- WorldCat: E39PCjwYg4GffVyjGk46Vx9HJC